# Inverno
O inverno (AO 1945: Inverno) é a estação mais fria das quatro estações do ano e é comum que durante esta época, em países mais perto dos polos, as temperaturas fiquem abaixo de 0 ºC e que ocorram fenômenos como a queda de neve e a formação de geada.
A palavra inverno deriva do latim, hibernum, que significa neutro, invernal, invernoso, tempo frio.

O inverno do hemisfério norte é chamado "inverno boreal" e o do hemisfério sul é chamado de "inverno austral". A estação não ocorre nos dois hemisférios ao mesmo tempo: enquanto em um hemisfério o inverno está vigente, o outro está vivenciando o verão.

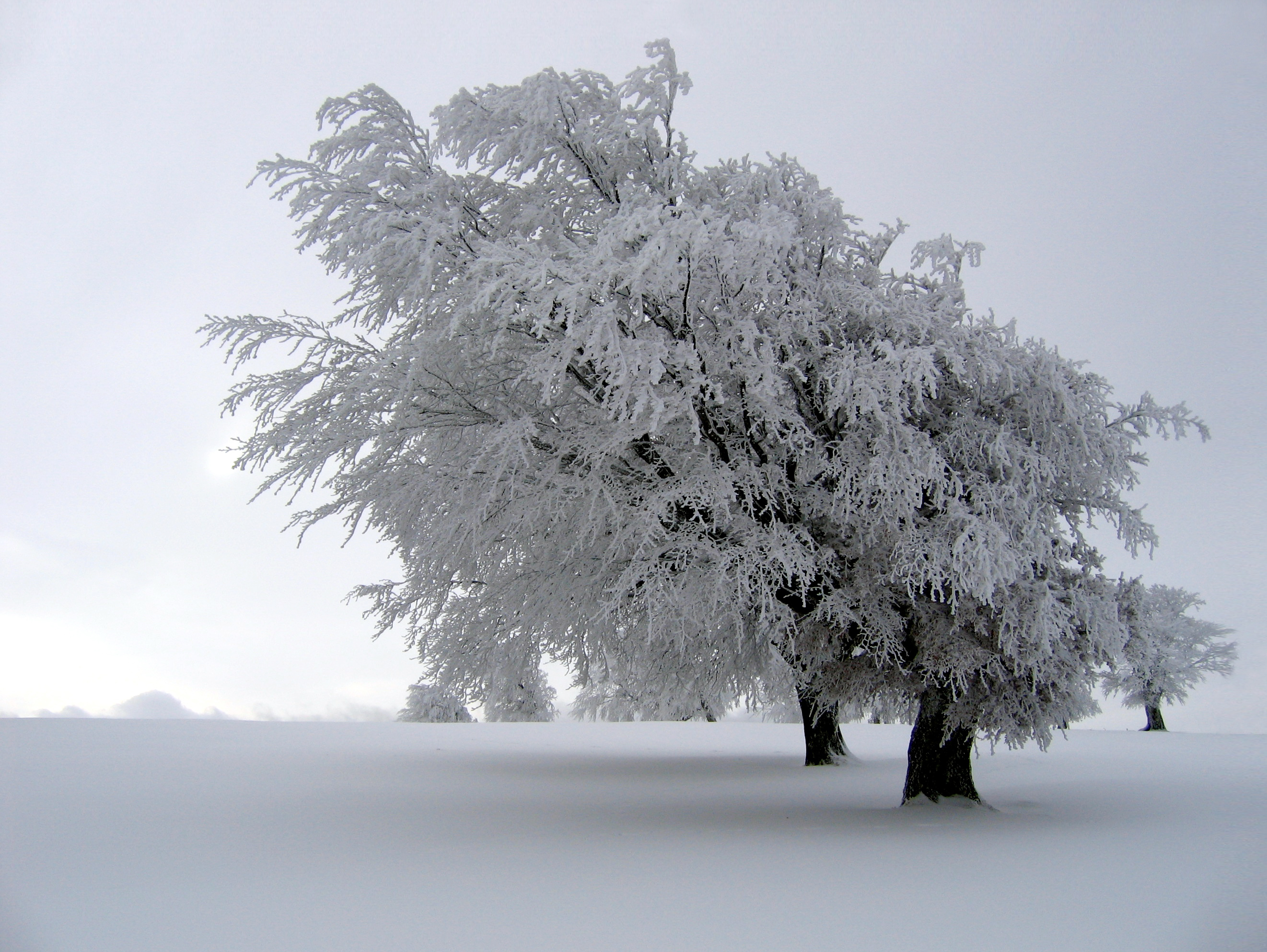
Nas regiões mais frias, o inverno está associado à neve

## Características gerais
- queda das temperaturas;
- noites mais longas e dias mais curtos;
- menos raios solares na região que está vivenciando o inverno, devido à inclinação do planeta;
- aumentos das chuvas e da umidade do ar em países de clima temperado e subtropical, que tem as quatro estações bem definidas;
- poucas chuvas e baixa umidade do ar em países de clima tropical;
- é a estação do ano que sucede o outono e antecede a primavera nas regiões de clima temperado ou subtropical;
- sucede o verão chuvoso nas regiões de clima tropical.

## O inverno no Hemisfério Norte

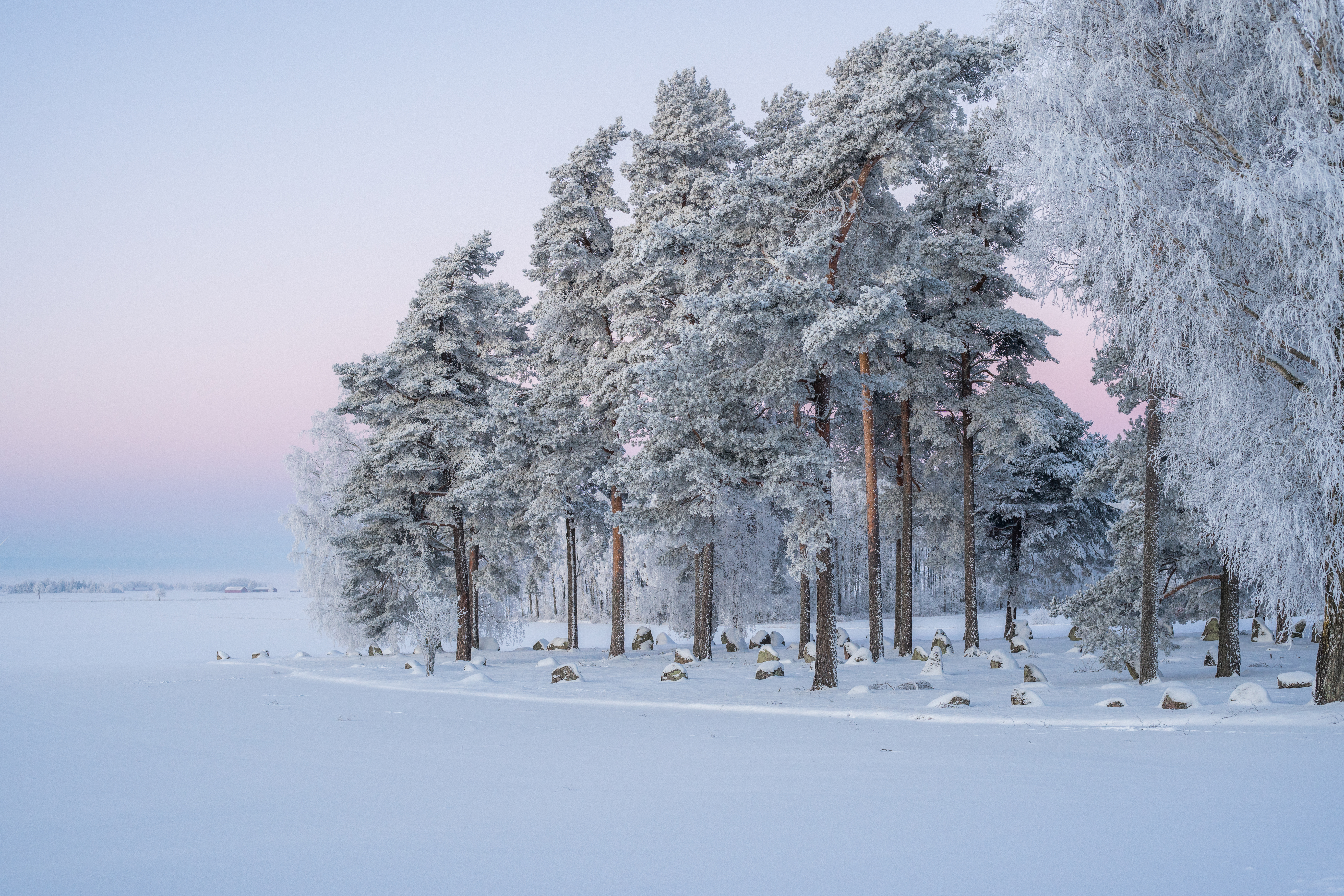
Neve na cidade de Lidköping, Suécia, um dos países nórdicos, em 2018

O "inverno boreal" tem início com o solstício de inverno no Hemisfério Norte, que ocorre por volta de 21 de dezembro, e termina com o equinócio de primavera, que acontece perto de 20 de março nesse mesmo hemisfério. No presente ano começa a 21 de dezembro de 2025 às 15:03 de Portugal Continental.
Nesse período, massas de ar polares atuam nesta região do planeta, provocando a queda da temperatura e chuvas, que aumentam a umidade do ar.
Em diversos países, como nos Estados Unidos, Canadá, Rússia e países nórdicos, o inverno é bastante rigoroso, com queda acentuada da temperatura e a queda de neve, o que significa temperaturas muitas vezes bem abaixo de 0 ºC.

### O inverno em Portugal
O inverno em Portugal, assim como o outono, é tipicamente ventoso, chuvoso e fresco, sendo mais frio nos distritos do norte e centro do país, nos quais ocorrem temperaturas negativas durante os meses mais frios. A neve ocorre regularmente em quatro distritos no norte do país: Guarda, Bragança, Vila Real e Viseu. Temperaturas inferiores a -10 °C e nevões ocorrem também com alguma frequência em pontos restritos, tais como a Serra da Estrela, a Serra do Gerês e a Serra de Montesinho, podendo nevar de outubro a maio nestes locais.
Já nas cidades mais ao sul de Portugal, as temperaturas dificilmente ficam abaixo de 0 °C e a neve também é rara.

## O inverno no Hemisfério Sul
O "inverno austral" tem início com o solstício de inverno no Hemisfério Sul, que ocorre por volta de 21 de junho, e termina com o equinócio de primavera, que acontece perto de 21 de setembro nesse mesmo hemisfério. No presente ano começa a 20 de junho de 2025 às 23:43 no horário de Brasília.
Devido à localização geográfica, próxima à Linha do Equador e entre os trópicos, muitos países desta região têm invernos menos rigorosos do que os países localizados nas altas latitudes.
No entanto, nos países mais ao sul, como Argentina e Chile, que estão um pouco mais distantes da Linha do Equador, não é incomum a queda de neve, principalmente nos locais mais perto do polo e nos locais mais altos.

### O inverno no Brasil
Com exceção da região Sul do país, que tem as quatro estações bem definidas, nas demais regiões o inverno é seco e sucede o verão chuvoso. Em geral, as temperaturas são amenas, não sendo raro que no Norte e Nordeste se mantenham entre os 18 ºC e 36 ºC.

### O inverno no Sul do Brasil

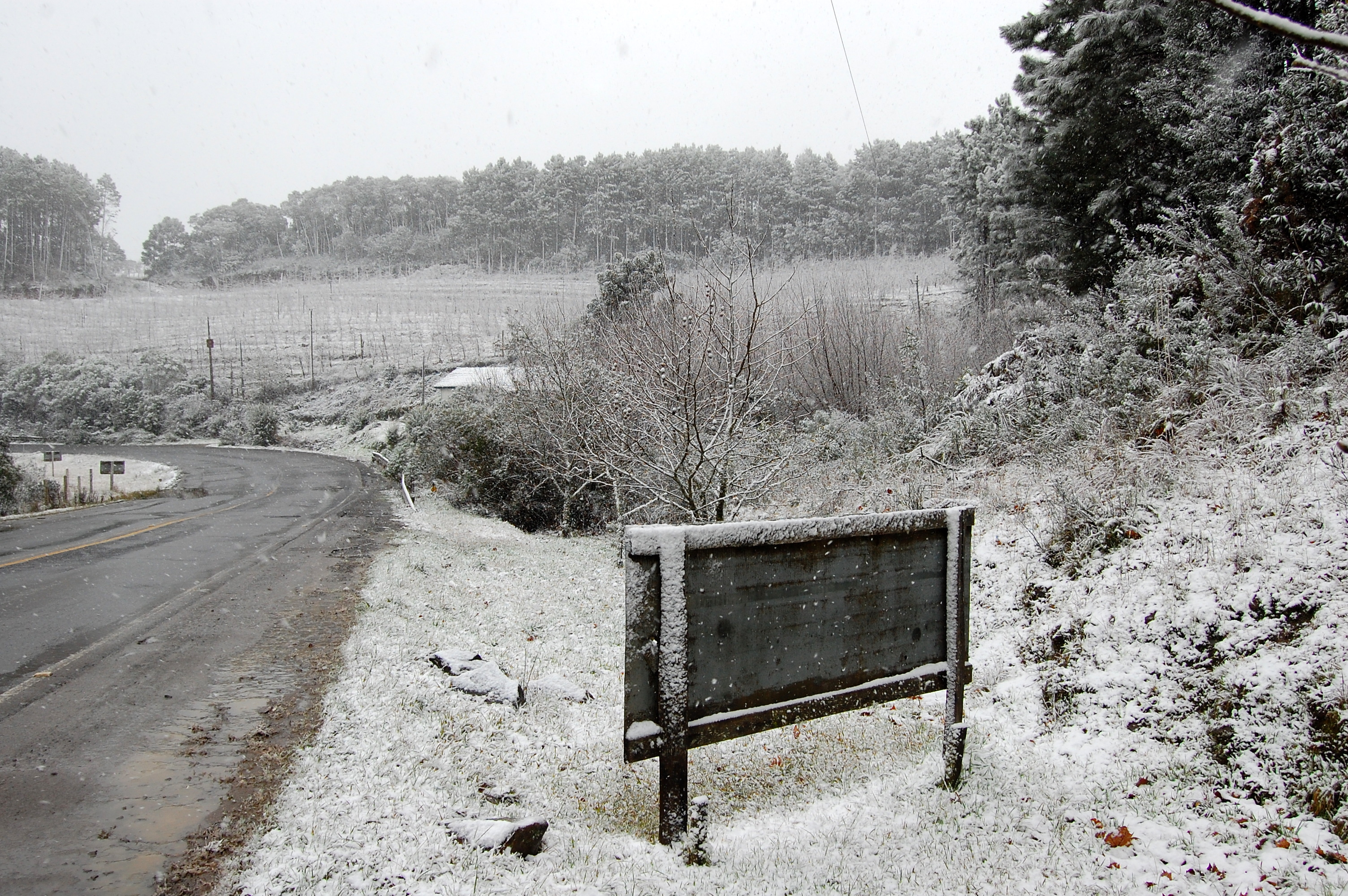
Neve na cidade de São Joaquim, SC, em 2010

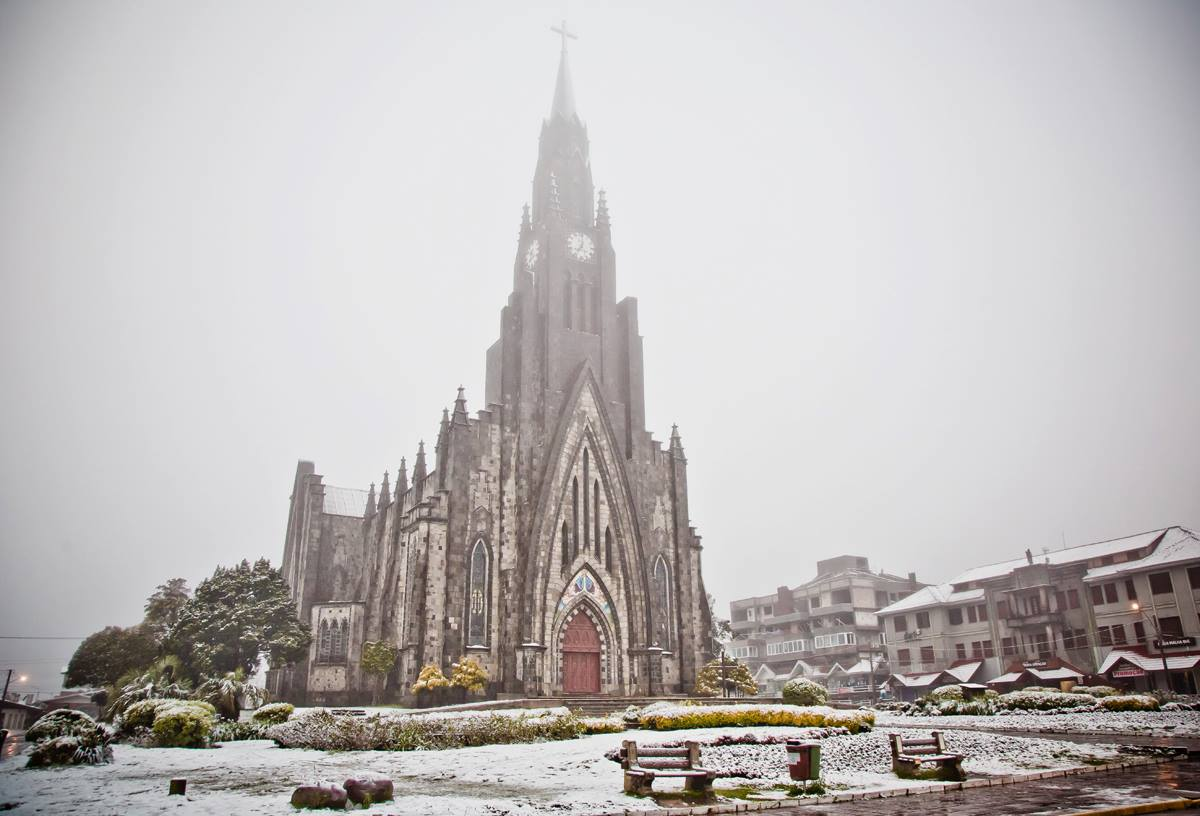
Neve na cidade de Canela, RS, em 2013

De clima subtropical e com as quatro estações bem definidas, a região Sul do Brasil, que compreende os estados do Rio Grande do Sul, Santa Catarina e Paraná, é a que sente com mais rigor o inverno no Brasil, devido, principalmente, à atuação de frentes frias e massas polares, que provocam chuvas e a queda acentuada na temperatura, que muitas vezes fica abaixo de 0 ºC, não sendo impossível que ocorra a queda de neve.
Geralmente, cidades que ocorrem queda de neve tem grande movimento turístico. Cidades como Gramado e Campos do Jordão são sempre as regiões mais visitadas durante o inverno 
A formação de geada é frequente e o frio também pode aumentar com o vento sul típico da estação, popularmente chamado de Minuano.

## Impactos nos animais
- Hibernação: durante o inverno, é comum diversas espécies animais hibernarem. Estão entre eles estão os ursos, marmotas, esquilos.

- Migração: algumas espécies animais, principalmente de aves, adotam a migração como estratégia para fugir do frio.

## Impactos nos humanos
Os humanos são sensíveis ao frio, podendo sofrer de hipotermia, cegueira da neve, depressão sazonal, entre outros problemas. Não é raro que nos dois continentes moradores de rua morram de hipotermia no inverno. Acidentes também não são incomuns, como escorregar no gelo ou ser atingido por pingentes de gelo que caem de telhados e árvores, por exemplo.
Também há doenças associadas ao inverno, como a gripe, já que devido ao frio os seres humanos costumam ficar em locais mais fechados, onde vírus como o influenza e o norovírus se espalham. 

## Invernos excepcionalmente frios
- 1683-1684 (Reino Unido): "The Great Frost", quando o rio Tamisa, foi congelado até a Ponte de Londres e permaneceu congelado por cerca de dois meses. O gelo tinha cerca de 27 cm (11 pol.) De espessura em Londres e cerca de 120 cm (47 pol.) De espessura em Somerset. O mar congelou até 2 milhas (3,2 km) ao redor da costa do sul do Mar do Norte, causando graves problemas para o transporte marítimo e impedindo o uso de muitos portos
- 1739–1740 (Reino Unido): um dos invernos mais rigorosos já registrados no Reino Unido. O Tâmisa permaneceu congelado por cerca de 8 semanas. A fome irlandesa de 1740-1741 custou a vida de pelo menos 300 000 pessoas [4]
- 1816 (Hemisfério Norte): considerado o ano sem verão no hemisfério norte, quando o frio incomum do inverno de 1815-1816 e do verão seguinte deveu-se principalmente à erupção do Monte Tambora, na Indonésia, em abril de 1815. Houve efeitos secundários de uma erupção ou erupções desconhecidas por volta de 1810, e várias erupções menores ao redor do mundo entre 1812 e 1814. Os efeitos cumulativos foram mundiais, mas foram especialmente fortes no Leste dos Estados Unidos, Canadá Atlântico e Norte da Europa. A geada se formou em maio na Nova Inglaterra, matando muitas safras recém-plantadas, e o verão nunca mais se recuperou. A neve caiu em Nova York e Maine em junho e o gelo se formou em lagos e rios em julho e agosto. No Reino Unido, os montes de neve permaneceram nas colinas até o final de julho e o Tâmisa congelou em setembro. As safras agrícolas falharam e o gado morreu em grande parte do Hemisfério Norte, resultando em escassez de alimentos e na pior fome do século XIX
- Na Europa, os invernos do início de 1947,[5] fevereiro de 1956, 1962-1963, 1981-1982 e 2009-2010 foram anormalmente frios. O inverno do Reino Unido de 1946–1947 começou relativamente normal, mas se tornou um dos invernos mais nevados do Reino Unido até o momento, com queda de neve quase contínua do final de janeiro até março
- 1975 (América do Sul):  foi um dos mais fortes, com recorde de neve ocorrendo a 25 °S em cidades de baixa altitude, com registro de −17 °C (1,4 °F) em algumas partes do sul do Brasil
- 2013-2014 (leste dos Estados Unidos e Canadá): o inverno de 2013-2014 e a segunda metade de fevereiro de 2015 foram anormalmente frios. No entanto, o inverno de 2014-2015 teve um dezembro ameno e um janeiro normal.

## Outros invernos historicamente significativos
- 1310–1330, muitos invernos rigorosos e verões frios e úmidos na Europa - a primeira manifestação clara do clima imprevisível da Pequena Idade do Gelo que durou vários séculos (de cerca de 1300 a 1900). O clima persistentemente frio e úmido causou grandes dificuldades, foi o principal responsável pela Grande Fome de 1315–1317 e contribuiu fortemente para o enfraquecimento da imunidade e da desnutrição que levaram à Peste Negra (1348–1350).
- 1600–1602, invernos extremamente frios na Suíça e na região do Báltico após a erupção do Huaynaputina no Peru em 1600.
- 1607–1608, na América do Norte, o gelo persistiu no Lago Superior até junho. Os londrinos realizaram sua primeira feira de gelo no rio Tamisa congelado.
- 1622, na Turquia, o Chifre de Ouro e a seção sul do Bósforo congelaram.
- Década de 1690, invernos extremamente frios, com neve e rigorosos. O gelo cercou a Islândia por quilômetros em todas as direções.
- 1779–1780, o inverno mais frio já registrado na Escócia, e o gelo cercava a Islândia em todas as direções (como na década de 1690). Nos Estados Unidos, um período recorde de frio de cinco semanas atingiu o fundo de −20 °F (−29 °C) em Hartford, Connecticut, e −16 °F (−27 °C) na cidade de Nova York. O rio Hudson e o porto de Nova York congelaram.
- 1783–1786, o Tâmisa congelou parcialmente e a neve permaneceu no solo por meses. Em fevereiro de 1784, a Carolina do Norte foi congelada na Baía de Chesapeake.
- 1794–1795, inverno rigoroso, com o janeiro mais frio no Reino Unido e a temperatura mais baixa já registrada em Londres: −21 °C (−6 °F) em 25 de janeiro. O frio começou na véspera de Natal e durou até o final de março, com alguns aquecimentos temporários. O Severn e o Tâmisa congelaram e as feiras de gelo recomeçaram. O exército francês tentou invadir a Holanda por seus rios congelados, enquanto a frota holandesa estava presa em seu porto. O inverno teve o leste (da Sibéria) como característica dominante.
- 1813–1814, frio severo, último congelamento do Tâmisa e última feira de geada. (A remoção da antiga ponte de Londres e as mudanças nas margens do rio tornaram o congelamento menos provável.)
- 1883-1888, temperaturas mais frias em todo o mundo, incluindo uma série ininterrupta de invernos anormalmente frios e brutais no Alto Meio-Oeste, relacionados à explosão de Krakatoa em agosto de 1883. Houve registro de neve no Reino Unido já em outubro e no final de julho durante neste período de tempo.
- 1976–1977, um dos invernos mais frios dos EUA em décadas.
- 1985, erupção no Ártico nos EUA resultante da mudança no vórtice polar, com muitos recordes de temperatura fria quebrados.
- 2002-2003 foi um inverno excepcionalmente frio no norte e no leste dos Estados Unidos.
- 2010–2011, frio intenso e persistente em toda a metade oriental dos Estados Unidos de dezembro em diante, com pouco ou nenhum aquecimento no meio do inverno e com o frio continuando na primavera. La Niña e oscilação negativa do Ártico foram fatores fortes. A precipitação forte e persistente contribuiu para uma cobertura de neve quase constante no Nordeste dos Estados Unidos, que finalmente diminuiu no início de maio.
- 2011 foi um dos mais frios já registrados na Nova Zelândia, com neve ao nível do mar caindo em Wellington em julho pela primeira vez em 35 anos e uma tempestade de neve muito mais forte por 3 dias consecutivos em agosto.